# Gasoducte Medgaz

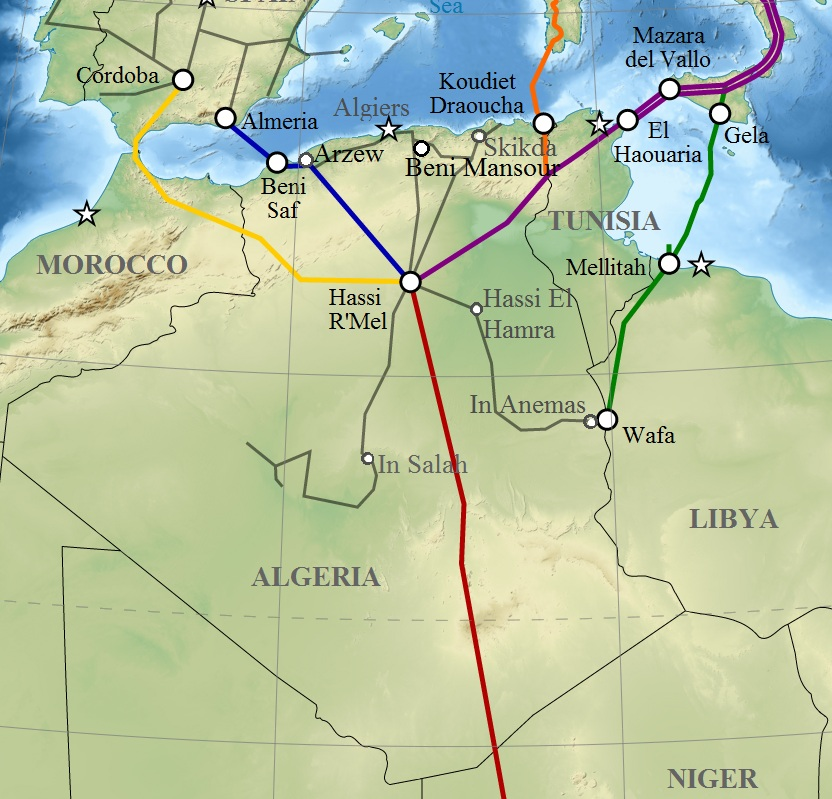
En color blau el gasoducte Medgaz. Es pot veure també, en color groc, el gasoducte Magreb-Europa

El gasoducte Medgaz és un gasoducte en fase de construcció a través d'Algèria i el Mediterrani que va des d'Hassi R'Mel (Algèria) fins a Almeria (Espanya). Es preveu que començarà a estar en funcionament en 2011, amb inicialment 8.000 milions de metres cúbics de gas natural, que podran incrementar-se quan estigui a ple rendiment.
A través d'ell es podria injectar més gas gatural a Espanya des d'Algèria, que ja n'és el principal subministrador a través del gasoducte Magreb-Europa i de vaixells metaners, amb més de 12.000 milions de metres cúbics en total. El consum de gas natural a Espanya en 2010 és de 36.000 metres cúbics.

## Mides
El gasoducte té un tram per terra, a Algèria, que va de Hassi R'Mel, on hi ha els jaciments de gas natural, fins a la costa mediterrània, a Beni Saf; aquest tram té una longitud de 547 quilòmetres i un diàmetre de 48'' (122 centímetres).
El tram que uneix Beni Saf, a Algèria, amb Almeria, a la costa espanyola, és submarí, té una longitud de 210 quilòmetres i 24'' (61 centímetres) de diàmetre. La màxima profunditat és de 2.160 metres.

## Empresa
El consorci Medgaz està format per Sonatrach (36%), Iberdrola (20%), Cepsa-Total (20%), Endesa (12%) i Gaz de France - Suez (12%). Segons els seus estatuts l'accionista que tingui més del 25% de Medgaz té dret de veto a la companyia, cosa que actualment només compleix Sonatrach, que podria tenir el control absolut del consorci. La seu i domicili fiscal de Medgaz està, des del 6 novembre de 2009, a Almeria.
El projecte d'aquesta connexió es va començar a fer en 2001, any en què es va establir el consorci Medgaz. La construcció del gasoducte va començar en 2006. S'espera que en 2011 comenci a bombar gas natural a Almeria. El cost d'inversió en aquest projecte s'estima en uns 900 milions d'euros per al tram de Beni Saf a Almeria.